# Pampus punctatissimus
Pampus punctatissimus is een straalvinnige vissensoort uit de familie van grootbekken (Stromateidae). De wetenschappelijke naam van de soort is voor het eerst geldig gepubliceerd in 1845 door Temminck & Schlegel.